# دشت سلطان أباد دو (كوهستان)
دشت سلطان أباد دو (بالإنجليزية: Dasht-e Soltanabad-e Do)‏ هي قرية تقع في إيران في فارس. يقدر عدد سكانها بـ 105 نسمة .